# Русиньш
Русиньш из Сатекле (лат. Russinus de Sotekele, латыш. Rūsiņš, ? — 1212 год, Саттезеле) — вождь (король) латгалов. Правитель замка Сатекле, имел свою дружину (amici Russini). В хронике Генриха Латвийского назван «самым смелым из латгалов» (XII, 6) и «врагом католической церкви» (XXV, 2).
Этимологически имя можно связывать с корнем rus-, rūs- (на латгальском/ латышском «rūss» — «рыжий», ржавый цвет"),
Регулярно участвовал в военных походах против эстонцев. В 1208 году Русиньш и Варидотис организовали военный поход латгалов на эстонский край Сакала. В 1208—1209 году был заключен мирный договор с эстонцами на один год. Следующей зимой организовал военный поход на эстонский край Уганди. В 1211 году участвовал в военном походе с Каупо, Дабрелисем и Ниннусом и псковским князем против эстонцев.
Погиб во время осады замка Саттезеле от стрелы немецкого арбалетчика.
Один из минных тральщиков Латвийской армии называется «Rūsiņš». Именем Русиньша названы улицы в Риге, Юрмале и недалеко от его место гибели в Сигулде.